# Oliewinning
Oliewinning is het produceren van aardolie en vaak ook aardgas uit een olieveld.

## Winningsmethoden

Afhankelijk van het soort reservoir verschilt het stuwingsmechanisme en daarmee de winningsmethode.

Er zijn verschillende fases tijdens de olie- en gaswinning. Aanvankelijk heerst er in een reservoir veelal een formatiedruk die gebruikt kan worden om olie of gas te produceren. In eerste instantie is onduidelijk welk stuwingsmechanisme het reservoir heeft. Op basis van onder meer de drukvermindering en de waterproductie wordt geprobeerd dit te achterhalen, zodat de winningsmethodiek geoptimaliseerd kan worden. Ook is de winbaarheidsfactor afhankelijk van het stuwingsmechanisme.
Tijdens de fase van primaire winning zal de druk dalen waardoor de productie daalt. Tijdens de secundaire winning wordt de druk door injectie op peil gehouden om de productie op gang te houden. Tijdens de tertiaire winning wordt de viscositeit verlaagd, zodat de olie makkelijker stroomt.

### Primaire winning
De belangrijkste natuurlijke stuwingsmechanismen zijn:
- waterstuwing (water drive);
- gasstuwing (gas cap drive);
- depletie (depletion drive of solution gas drive)
- zwaartekracht (gravity drainage);
- combinaties hiervan.

De winbaarheidsfactor ligt over het algemeen hoger bij zwaartekracht en waterstuwing dan bij gasstuwing, vooral omdat de drukvermindering bij gas veel sterker is.
Bij andere primaire winningsmethoden wordt de olie op mechanische wijze naar boven gehaald door middel van:
- een pomp zoals een jaknikker;
- een gaslift.

#### Waterstuwing
De hydrostatische druk van grondwater onder een reservoir kan deze onder druk houden door de plaats in te nemen van de olie. In hoeverre dit mogelijk is, hangt af van de aanwezige hoeveelheid water, de permeabiliteit van het reservoir en de productiesnelheid. De winbaarheidsfactor ligt tussen de 20 en 40% als het grondwater zich onder de olie bevindt en tussen de 35 en 60% als het zich naast elkaar bevindt.

#### Gasstuwing
Als de olie verzadigd is met gas, zal het resterende gas een gaskap vormen boven de olie. Deze oefent een druk uit op de onderliggende olie die deze omhoog stuwt. De plaats van de geproduceerde olie wordt dan ingenomen door de expanderende gaskap. Bij een dalende druk zal ook een deel van de opgeloste gassen vrijkomen in de gaskap, maar dit draagt slechts in mindere mate bij aan de stuwing. De winbaarheidsfactor ligt tussen de 20 en 40%.

#### Depletie
Het vrijkomen van opgeloste gassen speelt wel een belangrijke rol bij reservoirs waarbij de olie onverzadigd is en er dus geen gaskap is. Zodra tijdens de productie de druk daalt beneden het borrelpunt, zal gas vrijkomen. Dit neemt de plaats in van de olie en houdt zo de stuwing in gang. De winbaarheidsfactor ligt tussen de 20 en 30%, waarvan tussen de 2 tot 5% door de ook optredende gasstuwing.

#### Zwaartekracht
Het verschil in dichtheid tussen olie en gas bevordert de segregatie tussen deze twee. Het is een langzaam proces en werkt alleen bij een hoge verticale permeabiliteit en een voldoende diepe oliezone. Het wordt daarom alleen gebruikt in combinatie met andere stuwingsmechanismes, maar heeft wel een hoge winbaarheidsfactor van tussen de 50 en 70%.

### Secundaire winning
Als de druk tijdens de primaire winning daalt onder een winbaar niveau, kan door middel van injectie de druk en daarmee de productie op peil gehouden worden. Er worden twee injectiemethodes gebruikt:
- waterinjectie;
- gasinjectie.

Een gevaar bij waterinjectie is dat het water de boorput kan bereiken, zodat er uiteindelijk extreem veel water geproduceerd wordt.

### Tertiaire winning
Aangezien de winbaarheidsfactor tijdens de primaire en secundaire fase veelal niet boven de 35% komt, worden aanvullende technieken gebruikt om deze factor hoger te krijgen. Door de viscositeit van de olie te verlagen, moet deze makkelijker de boorput kunnen bereiken. Dit is wel geprobeerd met chemicaliën, maar in de praktijk vindt het plaats door middel van:
- heetwaterinjectie;
- stoominjectie.

## Stimulatie
Bij een lage permeabiliteit of porositeit van een reservoir zal ook de productie laag zijn. Een lage permeabiliteit of porositeit kan het gevolg zijn van onder meer:
- fijn zand of zout;
- het dichtslibben van poriën door boorspoeling of fijne deeltjes die meekomen met de geproduceerde olie;

Met behulp van putstimulatie kan de permeabiliteit of porositeit dan verhoogd worden. Dit kan door:
- een zuurbehandeling (acidizing);
- breken of fracking (hydraulic fracturing).

De zuurbehandeling moet de blokkerende stoffen oplossen. Als dat niet voldoende is, worden de poriën opengebroken door onder hoge druk hydraulische vloeistof te injecteren waaraan glazen bolletjes of grof zand zijn toegevoegd dat de poriën vervolgens open moet houden.

## Niet conventionele oliewinning
Olie kan ook op niet conventionele wijze worden gewonnen uit teerzand en schalieolie.